# Коган, Александр Григорьевич (литературовед)
Алекса́ндр Григо́рьевич Ко́ган (5 декабря 1921, Киев, УССР — 29 сентября 2000, Москва, Россия) — русский советский литературный критик, литературовед.

## Биография
Родился 5 декабря 1921 года в Киеве (на тот момент — независимая Украинская Социалистическая Советская Республика) в семье пианиста и музыковеда Григория Михайловича Когана. Окончил два курса МИФЛИ (1941) и МГУ (1949). 
В годы Великой Отечественной войны был курсантом учебной батареи 139-го запасного зенитного артполка (август 1941—июль 1942), слушателем военного факультета Московской консерватории (август 1942—август 1943). С сентября 1943 был начальником клуба 90-го БАО, сотрудником политотдела 6-й воздушной армии, заведующим клубом Управления 14-й воздушной армии, корреспондентом армейской газеты; в сентябре 1944 года был награждён медалью «За боевые заслуги». С июня по ноябрь 1945 — старший инструктор по антифашистской работе среди военнопленных лагеря № 4 ГУПВИ НКВД.
С 1950 по 1960 преподавал литературу в московских школах, заочно учился в аспирантуре Литинститута. Член КПСС (1952). Член Союза журналистов СССР (1963), Союза писателей СССР (1968) и Союза писателей Москвы. Старший редактор редакции критики и литературоведения Гослитиздата — издательства «Художественная литература» (1960—1987). За книгу литературно-критических очерков «Уроки памяти» был удостоен медали имени К. М. Симонова.
Умер 29 сентября 2000 года. Урна с прахом захоронена в колумбарии Донского кладбища.

## Семья
- Первая жена — Генриетта Абрамовна Берлин (1923—2003), эпидемиолог, дочь микробиолога Абрама Львовича Берлина (1903—1939) и пианистки Минны Давыдовны Берлин-Печниковой (1892—1969)[5].
- Сын (от второго брака) — Михаил Александрович Дзюбенко (род. 1966), филолог и историк культуры.

## Сочинения

### Критика
- Сквозь время: Советские писатели, погибшие в Великую Отечественную войну. М., 1973
- Павел Шубин. М., 1974
- Перечитывая войну: Литературно-критические очерки. М., 1975
- Стихи и судьбы: Фронтовая тема в советской поэзии. М., 1977
- Уроки памяти: Литературно-критические очерки. М., 1988.

Составитель:
- (совм. с З. П. Корзинкиной) Строка, оборванная пулей: Московские писатели, павшие на фронтах Великой Отечественной войны. Стихи, рассказы, дневники, письма, очерки, статьи, воспоминания. М., 1-е изд. — 1976; 2-е изд. — 1985.
- В том далеком ИФЛИ: Воспоминания, документы, письма, стихи, фотографии. М., 1999.